# Kaj-Gustav Sandholm

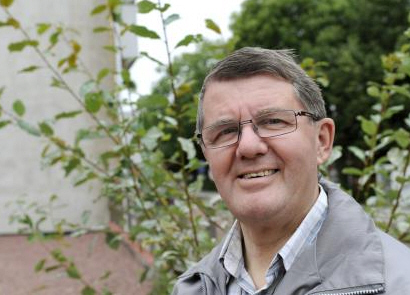
Kaj-Gustav Sandholm.

Kaj-Gustav Arvid Sandholm, född 24 januari 1944 i Karis, är en finländsk kyrkomusiker. 
Sandholm avlade 1967 kantor-organistexamen vid Sibelius-Akademin och var kantor-organist i Brändö på Åland 1968–1973 och därefter i Mariehamn. Under honom vitaliserades körlivet i Mariehamns församling; särskilt märks Oratoriekören, grundad 1979. Kören har, ofta med åländska solister, framfört verk i större form, såsom Georg Friedrich Händels Messias och Johann Sebastian Bachs Juloratorium. Han var 1981–2001 ordförande för Ålands konsertförening och 1989–2000 för Ålands orgelfestival. Han blev director cantus 1987, director musices 1994 samt tilldelades 2001 titeln Årets kantor av Finlands kantor-organistförbund. 